# Ascogaster reticulata
Ascogaster reticulata är en stekelart som beskrevs av Watanabe 1967. Ascogaster reticulata ingår i släktet Ascogaster och familjen bracksteklar. Inga underarter finns listade.